# Abragão
A Freguesia de Abragão, também grafada Abregão, com sede na vila que lhe deu o nome, é uma freguesia portuguesa do Município de Penafiel com 9,53 km² de área e 2311 habitantes (censo de 2021), tendo, assim, uma densidade populacional de 242,5 hab./km².
Na economia de Abragão assumem particular relevo a extracção e transformação de granitos e a agricultura, sendo a primeira a mais importante da freguesia.
Em Abragão celebra-se a Festa da Nossa Senhora da Saúde (Abragão), todos os anos, no primeiro fim de semana de setembro. 
Celebra-se também todos os anos, no dia 1 de julho a Festa de S. Pedro de Abragão. Antes disso, existe um evento chamado Maio Àbrir, no último fim de semana de maio, ou nos dois últimos, que já contou com a presença de grandes nomes da comédia nacional como Fernando Rocha e Quim Roscas e Zeca Estacionâncio.

## Demografia
A população registada nos censos foi:
| Distribuição da População por Grupos Etários | Distribuição da População por Grupos Etários | Distribuição da População por Grupos Etários | Distribuição da População por Grupos Etários | Distribuição da População por Grupos Etários |
| -------------------------------------------- | -------------------------------------------- | -------------------------------------------- | -------------------------------------------- | -------------------------------------------- |
| Ano                                          | 0-14 Anos                                    | 15-24 Anos                                   | 25-64 Anos                                   | > 65 Anos                                    |
| 2001                                         | 546                                          | 483                                          | 1227                                         | 271                                          |
| 2011                                         | 477                                          | 298                                          | 1235                                         | 331                                          |
| 2021                                         | 360                                          | 284                                          | 1245                                         | 422                                          |

## História da Igreja Matriz
Apesar de bastante transformada pelas obras seiscentistas e setecentistas, a igreja paroquial de Abragão é um monumento importante para a caracterização do Românico do Douro Litoral "do segundo quartel do século XIII", e para as relações estilísticas entre as muitas construções vizinhas das bacias dos rios Sousa e Tâmega. As suas origens são, todavia, anteriores, recuando à primeira metade do século XII (1145), data em que se menciona já a igreja.
Os elementos mais antigos que hoje se conservam são do século XIII, época em que o primitivo templo foi objeto de grandes obras. Por volta de 1200, e por patrocínio de D. Mafalda, filha de D. Sancho I, ter-se-á reformado integralmente o edifício, campanha que se prolongou até, pelo menos, os meados da centúria.
É precisamente desse meio de século que data a capela-mor, compartimento de planta retangular organizado em dois tramos, cuja marcação exterior é feita por contrafortes de escadaria que lembram os mais antigos utilizados em São Pedro de Rates, sintoma de um possível ressurgimento de formas originais numa altura de clara decadência do estilo românico. Executada com aparelho de grande qualidade e de gigantescas proporções, a capela é totalmente rodeada, a meia altura, por um friso de "aspecto cordiforme invertido (…) em enrolamento contínuo", "em tudo semelhante ao de Paço de Sousa", e é limitada superiormente por uma cachorrada de modilhões de perfil quadrangular e lisos, à excepção de um que apresenta uma muito desgastada figuração humana.
Interiormente, os dois tramos da capela-mor são cobertos por abóbada de berço quebrado que descarrega, ao centro, sobre colunas parcialmente embebidas. O arco triunfal é já levemente apontado e a decoração concentra-se nos seus capitéis, sendo o do lado Norte composto por quatro aves afrontadas de pescoços entrelaçados, e o do lado Sul por dois bustos humanos que parecem suportar o peso da estrutura do templo, estes últimos muito próximo plasticamente a um capitel do portal Sul da igreja de Santiago de Antas, em Famalicão. Sobre o arco triunfal, abre-se uma pequena rosácea, cujo preenchimento é feito por uma gelosia pétrea em forma de estrela de cinco pontas.
Em 1668, "por padecer ruína", a igreja foi parcialmente reconstruída, substituindo-se a nave românica pela atual. O promotor destas obras foi o abade D. Ambrósio Vaz Goliaz, que se fez sepultar no interior da igreja, junto à fachada principal, em túmulo de granito com jacente, sobrepujado por ampla legenda epigráfica, comemorativa da reforma. O projeto seiscentista dotou o templo de uma nave relativamente ampla, com entrada lateral e capela baptismal quadrangular, ambas a Norte. Grandes janelões retangulares, abertos nos alçados lateral e principal, iluminam o interior, onde se destacam o coro-alto, de varandim de ferro, e o púlpito, adossado à fachada lateral Sul.
Datam do século XVIII as principais obras de talha dourada do interior, em particular o retábulo-mor, joanino, de estrutura tripartida delimitada por colunas pseudo-salomónicas. Em 1820, construiu-se a torre sineira, de secção quadrangular, que se adossa ao lado Sul da fachada principal e cujo figurino repete o modelo de torre sineira barroca.
Passando ao lado dos grandes restauros medievalizantes dos meados do século XX, a igreja de São Pedro de Abragão conserva os principais elementos da sua história, em particular as marcas das duas épocas distintas que a compõem. No interior do Douro Litoral, e já inserida em núcleos de povoamento mais tardios, a sua capela-mor é bem um testemunho das vias estilísticas decadentes do Românico, mas também das muitas reminiscências que este estilo deixou pela arquitetura religiosa nortenha do século XIII.

## Casa do Bovieiro

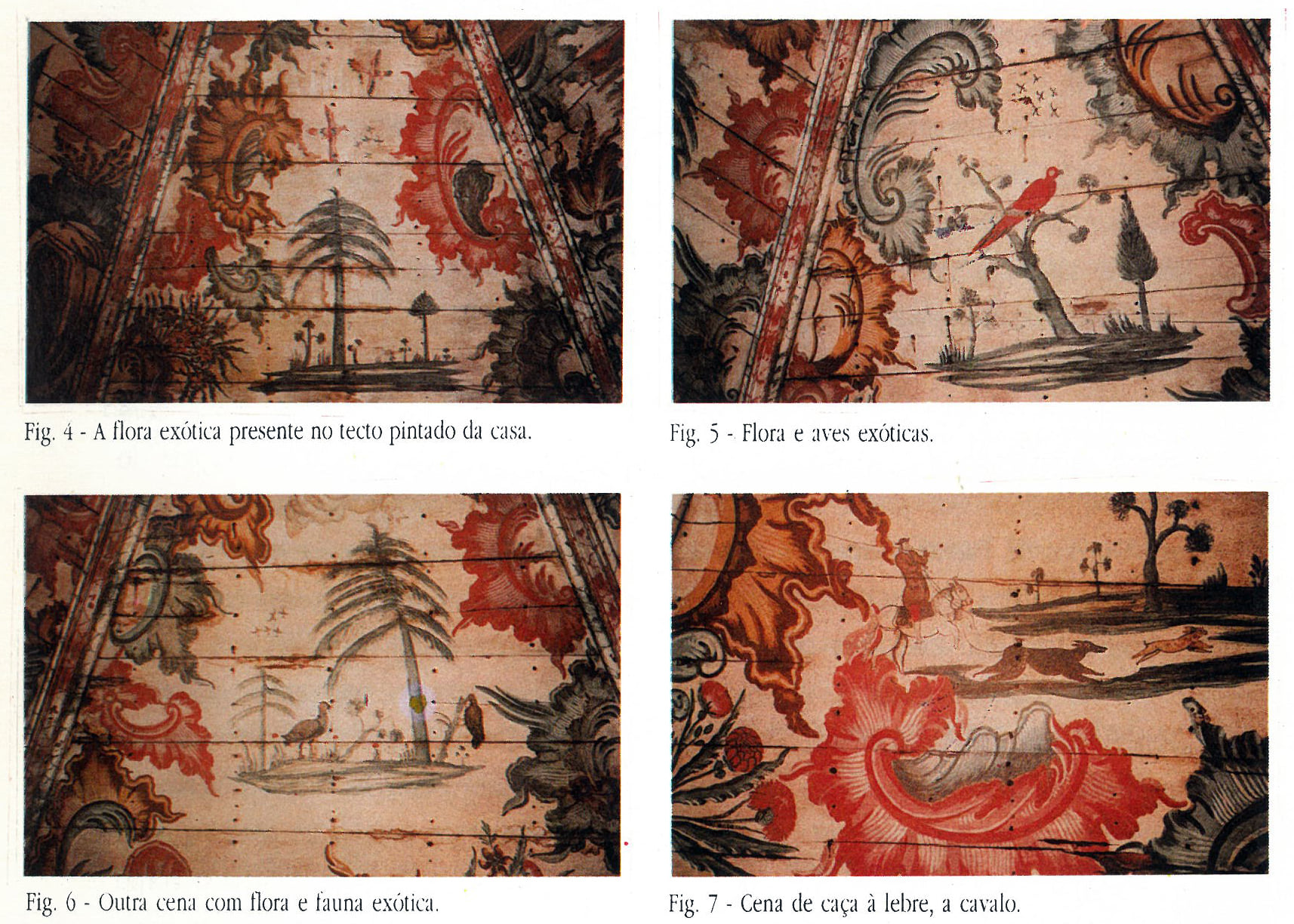
Fotografia do teto da Casa do Bovieiro

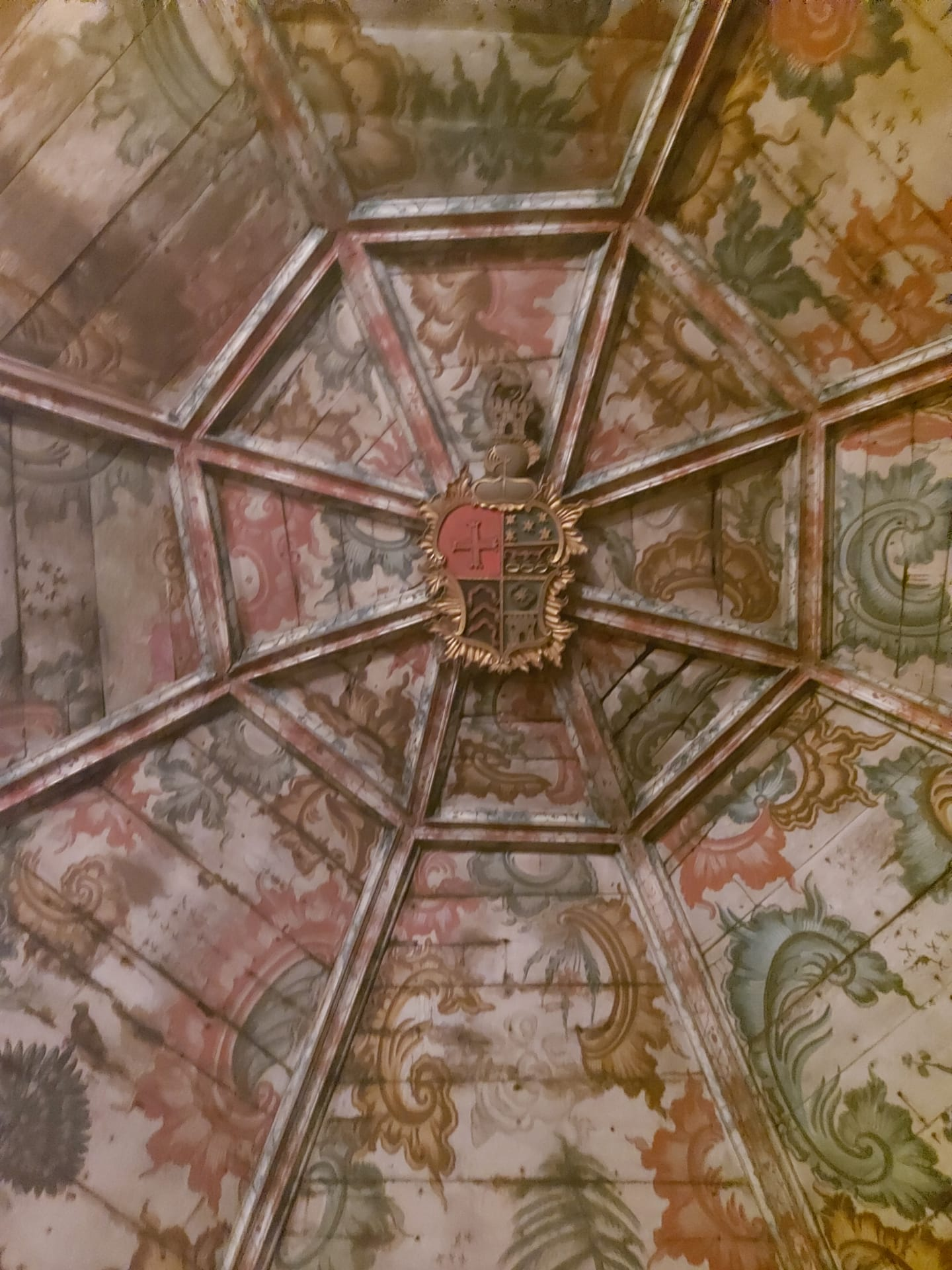
Teto da sala de entrada da Casa do Bovieiro. Pormenor do brasão

A Casa do Bovieiro, presenta-se hoje como um conjunto constituído por vários núcleos, existindo contudo dois mais importantes pela sua dimensão, em absoluto diferenciados. O mais antigo datar-se-ia do século XVII, mas possivelmente poderá ter origens bem mais remotas, sendo portanto necessária uma investigação mais aprofundada no arquivo particular da casa” e noutros arquivos. “A dar acesso ao espaço onde se inscreve este primeiro núcleo existe um portal em granito decorado com merlões, que se impõe pela austeridade. Se não fosse levantado mais tarde o portão de ferro forjado, que antecede o jardim oitocentista, seria aquele o portão nobre da casa.
Esta parte da casa desenvolve-se a Este e a Norte num só piso, tendo o alçado virado a Este dois andares que justificam uma varanda e escadaria com corrimão de pedra, que enobrecem o edifício. Atualmente esta varanda tem acesso através das salas de jantar e dos pequenos almoços, a primeira muito modificada, ou construída na passagem do século XIX para o XX. A chamada «Sala dos pequenos almoços», poderá ter servido outrora como sala de jantar, o que se justificaria quer pela então inexistência da atual e quer pela qualidade de interiores que nela encontramos, por exemplo, no seu teto oitavado de masseira.
Quase todas as divisões do núcleo seiscentista da Casa do Bovieiro utilizam conversadeiras, isto é, bancos de granito colocados em cada vão das janelas dando um certo ambiente de requinte e denotando já preocupações decorativas.
Ainda nesta área da casa, os tetos planos são baixos, as janelas de reduzida dimensão com caixilhos em guilhotina e a organização do espaço é extremamente simples: um corredor de teto mais elevado que o das restantes divisões, com uma pequena claraboia que o ilumina, divide a casa em duas partes: de um lado, os compartimentos virados a Este e do outro os virados a Oeste. Este corredor liga as duas divisões mais importantes deste primeiro núcleo, ou seja, a sala de entrada (ou do teto) e a cozinha, na qual o único interesse reside na grande chaminé, elemento tradicional das cozinhas deste tipo de casa.
Exteriormente, apresenta-se uma casa simples isenta de decoração, com as paredes caiadas. A chaminé, eleva-se nos telhados, com telha marselhesa (ou francesa) que substitui a original que seria de aba e canudo, dita portuguesa. 
A maior riqueza arquitetónica da Casa do Bovieiro inicial, e certamente de toda a casa, reside no teto pintado oitavado de masseira da sala de entrada.
Este teto, de grande dimensão (é a maior divisão deste núcleo), é rico e originalmente pintado com temas exóticos, inspirados na natureza das regiões longínquas e tropicais, muito provavelmente na curiosa fauna e luxuriante flora brasileiras, que o tornam verdadeiramente singular.
A par destes temas curiosos e estranhos (à região), aparecem-nos cenas decorativas de caça a cavalo e a pé (uma das mais características diversões da nobreza) à lebre, ao veado e ao faisão, assim como alguns elementos de ambiente natural europeu, sejam eles vegetais ou animais (uma matilha de cães de caça e um mocho estão representados neste teto).
Estas representações são tratadas com um enorme sentido estético, apesar da ingenuidade do desenho e dos pormenores pitorescos, nomeadamente na falta de proporção entre as figuras humanas e animais.
Está aqui claramente presente o gosto nacional pelo exotismo nas suas artes (mesmo nas artes decorativos), tão apreciado, aproveitado e interpretado pelo espírito barroco do séc. XVIII.
O fundo é branco e toda a composição utiliza somente três cores: o vermelho vivo, o azul petróleo, e o amarelo torrado. O emolduramento do teto também é pintado nos mesmos tons mas em marmoreado. Ao centro, na confluência de todos os emolduramentos, surge-nos um escudo de fantasia, assente sobre uma cartela barroca rodeada de talha dourada flamejante. O teto é inundado por rocalhas, que emolduram as diversas cenas, estando também pintados ramos de flores ornamentais.
Se o brasão que o teto ostenta é original (o que é muito provável), isto é, contemporâneo à sua execução, poderemos datá-lo a partir dos finais da primeira metade do séc. XVIII, altura em que se concretiza a ligação dos Monteiro de Vasconcelos Mourão aos Guedes Carvalho, apelidos representados heraldicamente.

## Desporto
A freguesia conta com um pavilhão municipal gimnodesportivo e com um campo de futebol.
Conta com o União Desportiva Abragonense, que recentemente voltou a contar com equipas federadas na AF Porto.

## Património Histórico e Cultural
- Igreja Matriz de Abragão ou Igreja de São Pedro
- Casa do Bovieiro

## Outras Valências Turísticas
- Quinta dos Veirigos
- Quinta Vale de Campos - Hotel Douro Vale de Campos (Alojamento * Eventos * Restaurante)